# Lodovico Ferrari
Lodovico Ferrari (Bologna, 2 februari 1522 - aldaar, 5 oktober 1560 of 1565) was een Italiaanse wiskundige, die een formule ontdekte voor de wortels van een vierdegraadsvergelijking.

## Biografie
Lodovico Ferrari, geboren in een arm gezin, werd op de leeftijd van vijftien jaar opgenomen in het gezin van Girolamo Cardano (1501-1576), die al vlug zijn wiskundige gaven vaststelde. Op achttienjarige leeftijd ging Ferrari, na vele ruzies met Cardano, naar Milaan waar hij succesvol onderwees in de wiskunde. In een wedstrijd trok hij de aandacht aan het hof van de kardinaal van Mantua, bij wie hij in de gunst kwam. In 1545 publiceerde Cardano zijn Ars Magna, waarin de oplossing van de derdegraadsvergelijking werd beschreven. In de bittere strijd, die hierop met Niccolò Tartaglia (1499-1557) ontstond, koos Ferrari de zijde van zijn leermeester. In de Ars Magna, het eerste werk dat geheel gewijd is aan de algebra, wordt de methode van Ferrari voor het oplossen van een vierdegraadsvergelijking slechts kort geschetst. In de zestiende eeuw werden bewijzen verregaand meetkundig gegeven. Voor problemen waarin volumes een rol spelen ontstaan automatisch derdegraadsvergelijkingen. Maar vierdegraadsvergelijkingen waren niet meetkundig te interpreteren. Toch kwam deze naar voren in het vraagstuk “Verdeel het lijnstuk met lengte 10 in drie delen zodanig dat deze delen in gelijke verhoudingen staan én zodanig dat het product van de eerste twee 6 is”. Cardano kon het vraagstuk, dat uitmondt in het oplossen van {\displaystyle x} uit de vergelijking
{\displaystyle x^{4}+6x^{2}+36=60x},
zelf niet oplossen en gaf het aan Ferrari. Die slaagde er wel in een oplossing te vinden.
Ferrari werd professor in de wiskunde in Bologna, maar overleed in het eerste jaar van zijn professoraat. Waarschijnlijk werd hij vergiftigd door zijn zus.

## De methode van Ferrari
Om te zien dat de bovengenoemde vergelijking uit het gegeven vraagstuk ontstaat delen we een lijnstuk met een lengte van 10 eenheden onder in drie stukken. Het middelste noemen we {\displaystyle x}. Omdat het product van het eerste en het tweede deel 6 is, heeft het eerste lijnstuk de lengte {\displaystyle (6/x)}. Vervolgens staan de lijnstukken in gelijke verhouding, hetgeen betekent dat
{\displaystyle (6/x):x=x:(x^{3}/6)}.
Hieruit volgt de uitdrukking voor het derde lijnstuk. Omdat de drie lijnstukken samen 10 lang zijn levert dit
{\displaystyle 6/x+x+x^{3}/6=10},
waaruit bovenstaande vergelijking volgt.
De oplossing van de algemene vierdegraads vergelijking is als volgt. Ga uit van
{\displaystyle x^{4}+ax^{3}+bx^{2}+cx+d=0}.
Transformeer de variabele {\displaystyle x} in
{\displaystyle x=y-a/4},
waardoor
{\displaystyle y^{4}+2py^{2}+qy+r=0}
ontstaat, met passende uitdrukkingen voor {\displaystyle p}, {\displaystyle q} en {\displaystyle r}. De kunst is nu, om zowel aan de linkerkant als aan de rechterkant van de vergelijking een kwadraat te maken. De eerste stap is
{\displaystyle (y^{2}+p)^{2}=p^{2}-qy-r}.
Maak deze uitdrukking algemener door een ‘speelvariabele’ {\displaystyle u} toe te voegen:
{\displaystyle (y^{2}+p+u)^{2}=2uy^{2}-qy+(u^{2}+2up+p^{2}-r)}.
Bepaal {\displaystyle u} nu zodanig dat het rechterlid een kwadraat is. Dit geldt als de discriminant nul is, dus als
{\displaystyle 4.2u.(u^{2}+2up+p^{2}-r)=q^{2}}.
Dit is een derdegraadsvergelijking in {\displaystyle u} die oplosbaar is, zie Niccolò Tartaglia. Als een waarde van {\displaystyle u} gevonden is, wordt de vergelijking
{\displaystyle (y^{2}+p+u)^{2}=(1/8u)(4uy-q)^{2}},
waaruit ten slotte volgt:
{\displaystyle y^{2}+p+u=\pm \left({\frac {1}{2{\sqrt {2u}}}}\right)(4uy-q)}.
De waarden van {\displaystyle y} worden verkregen door de twee vierkantsvergelijkingen (één voor het minteken en een voor het plusteken) op te lossen. Hieruit zijn de oorspronkelijke waarden van {\displaystyle x} af te leiden.
- Bibliothèque nationale de France: cb12197438z (data)
- Gemeinsame Normdatei: 122779606
- International Standard Name Identifier: 0000 0000 6124 2485
- Library of Congress Control Number: no97020375
- Nederlandse Thesaurus van Auteursnamen: 133016331
- Istituto Centrale per il Catalogo Unico: RMLV059211
- Système universitaire de documentation: 030589452
- Virtual International Authority File: 41886443
- WorldCat: E39PBJdGRvfTt8XTVpgPDwYVmd